# John Joseph Kain

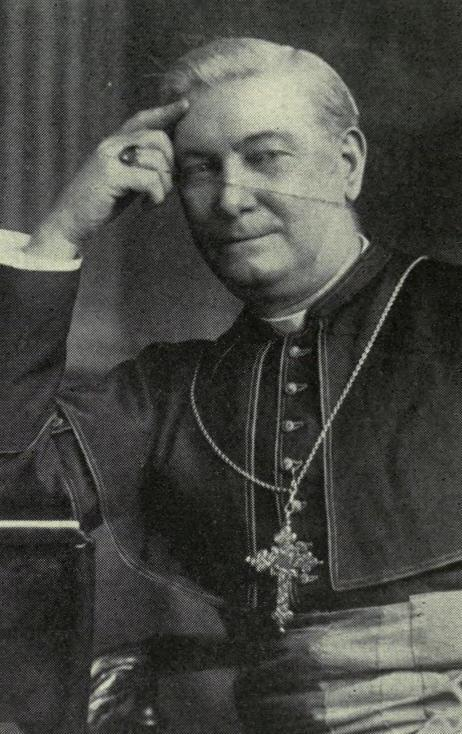
Erzbischof John Joseph Kain (1903)

John Joseph Kain (* 31. Mai 1841 in Martinsburg, Virginia; † 13. Oktober 1903 in St. Louis, Missouri) war ein US-amerikanischer Geistlicher der Römisch-katholischen Kirche und Erzbischof von St. Louis.

## Leben

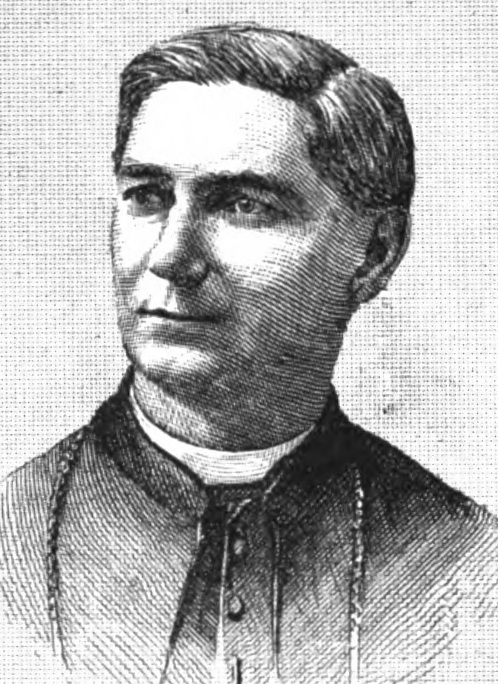
Bischof John Joseph Kain (1886)

Nach dem Abschluss der Schule in Catonsville, Maryland, begann der im heutigen West Virginia geborene John Joseph Kain sein Studium der Theologie und Philosophie am Mary’s College. Am 2. Juli 1866 empfing er im Alter von 25 Jahren durch Bischof Richard Vincent Whelan die Priesterweihe. Er wurde als Seelsorger in Harpers Ferry eingesetzt und betreute zudem noch einige Gemeinden in West Virginia und Virginia. Während dieser Zeit baute er die Kirchen von Harpers Ferry, Martinsburg, Winchester und Berkeley Springs wieder auf, die während des Bürgerkrieges zerstört worden waren.
Papst Pius IX. ernannte Kain am 12. Februar 1875 zum Bischof von Wheeling. Die Bischofsweihe spendete ihm der Erzbischof von Baltimore, James Roosevelt Bayley, am 23. Mai desselben Jahres in der St. James-Kathedrale in Wheeling; Mitkonsekratoren waren der Bischof von Wilmington, Thomas Andrew Becker, und der Bischof von Richmond, James Gibbons.
Im Bistum Wheeling hatte er drei Dutzend Priester und 20.000 Katholiken unter seiner Jurisdiktion. 1879 erbaute er eine gotische Kapelle in Mt. Calvary Cemetery zum Gedenken an Bischof Whelan, in der die Bischöfe Donahue, McDonnell, Erzbischof Swint und Hodges bestattet sind. 1882 hielt er eine Diözesansynode ab, auf der ein Fonds für ältere Priester eingerichtet wurde; 1887 berief er eine weitere Synode ein.
Papst Leo XIII. ernannte ihn am 21. Mai 1893 zum Koadjutorerzbischof von St. Louis und zum Titularerzbischof von Oxyrynchus. Am 21. Mai 1895 legte Peter Richard Kenrick, Erzbischof von St. Louis, sein Amt nieder und am gleichen Tag wurde Kain als neuer Erzbischof von St. Louis eingeführt. Kain war der erste Erzbischof von St. Louis, der in den USA geboren wurde.
Am 13. Oktober 1903 starb Kain im Alter von 62 Jahren in St. Louis.